# إدوين هاولي هيويت
إدوين هاولي هيويت (بالإنجليزية: Edwin Hawley Hewitt)‏ هو مهندس معماري أمريكي، ولد في 26 مارس 1874، وتوفي في 11 أغسطس 1939.